# Энергетика России

EES EAEC. Установленная мощность-брутто электростанций России, 1940—2019 гг. (по данным Росстата), млн кВт

EES EAEC. Производство электроэнергии-брутто электростанциями России, 1940—2019 гг. (по данным Росстата), млрд. кВт∙ч

Энерге́тика Росси́и — область народного хозяйства, науки и техники Российской Федерации, охватывающая энергетические ресурсы, производство, передачу, преобразование, аккумулирование, распределение и потребление различных видов энергии.
По суммарным запасам первичных энергоносителей в соответствии с оценочными данными Россия занимает второе место в мире после Соединённых Штатов Америки.
В соответствии с данными Росстата, в 2017 конечное потребление топливно-энергетических ресурсов составило 644,0 млн тонн нефтяного эквивалента, из которых на уголь, кокс и торф пришлось 4,5 %, жидкое топливо — 17,5 %, газообразное топливо — 22,3 %, электричество — 36,7 %, тепло — 18,3 % и на биомассу и отходы — 0,7 %.
В 2017 году в России произведено 1048,5 млрд. кВт·ч электроэнергии, из них АЭС выработали 196,14 (18,73 %), ГЭС — 178,30 (17,01 %), ТЭС — 614,35 (64,25 %).
Решающая роль в энергетическом комплексе принадлежит электроэнергетике, развитие которой определяет уровень научно-технического прогресса, качество жизни населения.
Опережающие темпы электроэнергетики являются необходимым условием развития экономической модели
Базовым понятием в электроэнергетике является установленная мощность электростанций (в дальнейшем для краткости может использоваться термин «мощность»).
Период 1991—2019 гг. характеризуется существенным снижением интегрального критерия эффективности функционирования электрических станций России — числа часов использования установленной мощности, а также конечного потребления электрической энергии и, в частности, в промышленности и сельском хозяйстве.

EES EAEC Динамика числа часов использования установленной мощности-брутто электростанций России, 1990—2019 гг., часы

EES EAEC. Потребление электроэнергии в отдельных секторах России. 1990—2018 гг. (по данным IEA), млн. кВт∙ч

EES EAEC. Средние цены производителей на электрическую и тепловую энергию (по данным Росстата), 1998—2019 гг.

При этом отмечается значительное увеличение цен на электрическую и тепловую энергию.

## Электроэнергетика России
В соответствии с ГОСТ 19431-84, электроэнергетика — раздел энергетики, обеспечивающий электрификацию страны на основе рационального расширения производства и использования электрической энергии.

#### Электроэнергетика СССР
В числе пяти временны́х этапов развития и функционирования электроэнергетики России, четыре пришлось на советский период:
1921—1940 гг. — план ГОЭЛРО. Опережающее развитие энергетики. Строительство 30 крупных районных станций. Развитие централизованного энергоснабжения. Использование местных видов топлива. Если в 1921 г. выработка электроэнергии на электростанциях России (в границах бывшего СССР) составляла 0,5 млрд кВт·ч, то уже к 1940 г. в бывшем СССР она достигла 48,6 млрд кВт·ч;
1941—1950 гг. — во время Великой Отечественной войны разрушено 60 электростанций. На конец 1941 г. в бывшем СССР установленная мощность сокращается почти в 2 раза. Однако в 1946 г. по установленной мощности и объёму производства электроэнергии в бывшем СССР достигаются показатели довоенного уровня. В России уже в 1944 г. производство электроэнергии превысило довоенный объём и составило 32,7 млрд кВт·ч;
1951—1965 гг. — концентрация энергоснабжения за счет создания объединённых энергосистем (ОЭС), строительство мощных тепловых электростанций. Начало развития атомной энергетики. Формирование Единой электроэнергетической системы (ЕЭС) СССР (1956 г.), ОЭС «Мир» (1962) в рамках стран-членов СЭВ. На конец 1950 г. производство электроэнергии в России составило 63,4 млрд кВт·ч и в 1965 г. — 332,8 млрд кВт·ч;
1966—1991 гг. — внедряется блочная схема компоновки электростанций. Единичная мощность блоков непрерывно повышается. Используется пар сверхкритических параметров. Создается Центральное диспетчерское управление (ЦДУ) ЕЭС СССР. Завершается формирование ОЭС «Мир» (1972) и ЕЭС СССР (1978). Строительство ЛЭП ультравысокого напряжения. Если в 1965 г., объём производства электроэнергии был равен 332,8 млрд кВт·ч, спустя 25 лет в 1990 г. выработка электроэнергии составила 1082,2 млрд кВт·ч. К этому временному этапу относится и начало внедрения рыночных отношений — создается федеральный оптовый рынок электроэнергии и мощности (ФОРЭМ).
В 1991 году ЕЭС СССР прекратила существование. Реформирование электроэнергетики. Разрушение вертикально-интегрированных энергосистем. Переход к либеральной модели ФОРЭМ. В 1990 г. производство электроэнергии в РСФСР составляло 1082,2 млрд кВт·ч. В 2015 году в России произведено 1067,5 млрд кВт·ч.
Статистика электроэнергетики РСФСР, 1913—1990 гг.
| Годы  | Все электростанции | Все электростанции                       | в том числе гидроэлектростанции | в том числе гидроэлектростанции          |
| Годы  | Мощность, млн. кВт | Производство электроэнергии, млрд. кВт·ч | Мощность, млн. кВт              | Производство электроэнергии, млрд. кВт·ч |
| 1913* | 0,8                | 1,3                                      | —                               | —                                        |
| 1928  | 1,3                | 3,2                                      | —                               | —                                        |
| 1932  | 2,9                | 9,1                                      | —                               | —                                        |
| 1937  | 5,4                | 23,4                                     | —                               | —                                        |
| 1940  | 7,0                | 30,8                                     | 0,6                             | 1,5                                      |
| 1945  | 8,3                | 34,4                                     | 0,7                             | 2,6                                      |
| 1946  | 8,9                | 36,9                                     | 0,9                             | 3,4                                      |
| 1947  | 9,6                | 41,9                                     | 1,0                             | 3,7                                      |
| 1948  | 10,5               | 47,6                                     | 1,1                             | 3,9                                      |
| 1949  | 11,6               | 55,1                                     | 1,3                             | 5,0                                      |
| 1950  | 13,2               | 63,4                                     | 1,5                             | 5,6                                      |
| 1951  | 14,9               | 71,9                                     | 1,6                             | 5,8                                      |
| 1952  | 17,1               | 82,3                                     | 1,9                             | 6,4                                      |
| 1953  | 19,1               | 92,7                                     | 2,0                             | 8,9                                      |
| 1954  | 21,8               | 104,1                                    | 2,3                             | 8,0                                      |
| 1955  | 24,6               | 115,9                                    | 3,0                             | 10,7                                     |
| 1956  | 29,1               | 129,1                                    | 4,9                             | 14,7                                     |
| 1957  | 32,4               | 140,6                                    | 6,3                             | 23,7                                     |
| 1958  | 35,9               | 158,3                                    | 7,1                             | 28,9                                     |
| 1959  | 39,8               | 178,9                                    | 8,5                             | 30,1                                     |
| 1960  | 44,0               | 197,0                                    | 9,6                             | 32,4                                     |
| 1961  | 48,8               | 220,5                                    | 10,9                            | 40,1                                     |
| 1962  | 53,6               | 248,1                                    | 12,9                            | 50,7                                     |
| 1963  | 59,9               | 275,3                                    | 14,8                            | 53,6                                     |
| 1964  | 67,1               | 304,6                                    | 14,8                            | 55,6                                     |
| 1965  | 73,5               | 332,8                                    | 15,2                            | 59,6                                     |
| 1966  | 78,2               | 356,8                                    | 15,5                            | 65,9                                     |
| 1967  | 83,5               | 379,8                                    | 17,1                            | 63,0                                     |
| 1968  | 90,1               | 411,9                                    | 19,3                            | 77,0                                     |
| 1969  | 97,3               | 441,0                                    | 21,9                            | 86,2                                     |
| 1970  | 105,1              | 470,2                                    | 23,0                            | 93,6                                     |
| 1971  | 108,4              | 503,1                                    | 24,2                            | 95,8                                     |
| 1972  | 114,4              | 536,9                                    | 24,6                            | 95,8                                     |
| 1973  | 119,1              | 567,7                                    | 24,6                            | 92,6                                     |
| 1974  | 125,6              | 605,7                                    | 25,6                            | 103,3                                    |
| 1975  | 132,5              | 639,9                                    | 27,4                            | 96,0                                     |
| 1976  | 139,0              | 685,8                                    | 29,5                            | 106,7                                    |
| 1977  | 143,7              | 708,1                                    | 30,8                            | 112,5                                    |
| 1978  | 149,0              | 745,2                                    | 31,7                            | 128,1                                    |
| 1979  | 156,6              | 804,9                                    | 33,4                            | 129,4                                    |
| 1980  | 165,4              | 804,9                                    | 35,1                            | 129,4                                    |
| 1981  | 171,7              | 836,5                                    | 36,2                            | 133,6                                    |
| 1982  | 176,3              | 862,8                                    | 37,1                            | 122,3                                    |
| 1983  | 181,6              | 898,3                                    | 37,7                            | 132,5                                    |
| 1984  | 186,9              | 939,9                                    | 39,8                            | 151,2                                    |
| 1985  | 195,8              | 962,0                                    | 41,5                            | 159,8                                    |
| 1986  | 199,7              | 1001,5                                   | 41,7                            | 164,3                                    |
| 1987  | 205,6              | 1047,3                                   | 41,9                            | 162,5                                    |
| 1988  | 211,2              | 1065,5                                   | 42,6                            | 160,9                                    |
| 1989  | 211,1              | 1076,6                                   | 42,9                            | 159,7                                    |
| 1990  | 213,3              | 1082,2                                   | 43,4                            | 166,8                                    |

*Примечание: В границах бывшего СССР

## Распределение электрогенерирующих производств по России

### Регионы России

EES EAEC. Распределение установленной мощности электростанций по округам России за 2019 г., проценты

EES EAEC. Ранжирование установленной мощности электростанций регионов России за 2019 год (в порядке убывания), МВт

Установленная мощность электростанций России — 275 786,45 МВт (2019), в том числе по регионам:
- Центральный федеральный округ (ЦФО) — 59 518,85 МВт или 21,6 %,
- Северо-Западный федеральный округ (СЗФО) — 28 516,02 МВт или 10,3 %,
- Южный федеральный округ (ЮФО — с 29.07.2016 года) — 19 190,37 МВт или 7,0 %,
- Северо-Кавказский федеральный округ (СКФО) — 7675,87 МВт или 2,8 %,
- Приволжский федеральный округ (ПФО) — 47 798,39 МВт или 17,3 %,
- Уральский федеральный округ (УФО) — 39 876,12 МВт или 14,5 %,
- Сибирский федеральный округ (СФО) — 52 843,4 МВт или 19,2 %,
- Дальневосточный федеральный округ (ДФО) — 20367.44 МВт или 7,4 %.

### Объединённые энергосистемы

EES EAEC. Структура установленной мощности-брутто электростанций ЕЭС России на начало 2020 г. (по данным СО ЕЭС России), проценты

EES EAEC. Структура ТЭС ЕЭС России на конец 2019 г. по технологиям (по данным СО ЕЭС России), проценты

На конец 2019 года в составе ЕЭС России работали семь объединённых энергосистем (ОЭС). Параллельно работают ОЭС Центра, ОЭС Средней Волги, ОЭС Урала, ОЭС Северо-Запада, ОЭС Юга, ОЭС Сибири. Параллельно работающие в составе ОЭС Востока энергосистемы образуют отдельную синхронную зону.
Установленная мощность электростанций ЕЭС России на 1 января 2020 года — 246 343 МВт, в том числе:
- ОЭС Северо-Запада — 24 472,11 МВт или 9,9 %,
- ОЭС Центра — 52 648,58 МВт или 21,4 %,
- ОЭС Средней Волги — 27 493,88 МВт или 11,2 %,
- ОЭС Юга — 24 857,73 МВт или 10,1 %,
- ОЭС Урала — 53 696,44 МВт или 21,8 %,
- ОЭС Сибири — 52 104,76 МВт или 21,2 %,
- ОЭС Востока — 11 068,95 МВт или 4,5 %.

## Основные тенденции в электроэнергетике России

EES EAEC. Установленная электрическая мощность-брутто электростанций России, 1990—2019 гг. (по данным Росстата), млн. кВт

EES EAEC. Производство электроэнергии-брутто электростанциями России, 1990—2019 гг. (по данным Росстата), млрд кВт∙ч

EES EAEC. Структура установленной мощности электростанций за 2019 г., России, проценты

EES EAEC. Структура производства электроэнергии-брутто в России за 2019 г., проценты

Статистика электроэнергетики России, 1991—2019 гг.
| Годы     | Мощность электростанций, млн. кВт | в том числе | в том числе | в том числе | Производство электроэнергии, млрд. кВт·ч | в том числе | в том числе | в том числе |
| Годы     | Мощность электростанций, млн. кВт | ТЭС         | ГЭС         | АЭС         | Производство электроэнергии, млрд. кВт·ч | ТЭС         | ГЭС         | АЭС         |
| 1991     | 213,0                             | 149,0       | 43,3        | 20,2        | 1068,2                                   | 780         | 168         | 120         |
| 1992     | 212,0                             | 148,4       | 43,4        | 20,2        | 1008,5                                   | 715         | 173         | 119,6       |
| 1993     | 213,4                             | 148,8       | 43,4        | 21,2        | 956,6                                    | 663         | 175         | 119,2       |
| 1994     | 214,9                             | 149,7       | 44,0        | 21,2        | 875,9                                    | 601         | 177         | 97,8        |
| 1995     | 215,0                             | 149,7       | 44,0        | 21,3        | 860,0                                    | 583         | 177         | 99,5        |
| 1996     | 214,5                             | 149,2       | 44,0        | 21,3        | 847,2                                    | 583         | 155         | 109         |
| 1997     | 214,2                             | 149,0       | 43,9        | 21,3        | 834,1                                    | 567         | 158         | 109         |
| 1998     | 214,1                             | 148,7       | 44,1        | 21,3        | 827,2                                    | 564         | 159         | 104         |
| 1999     | 214,3                             | 148,3       | 44,3        | 21,7        | 846,0                                    | 563         | 161         | 122         |
| 2000     | 212,8                             | 146,8       | 44,3        | 21,7        | 877,8                                    | 582         | 165         | 131         |
| 2001     | 214,8                             | 147,4       | 44,7        | 22,7        | 891,3                                    | 578         | 176         | 137         |
| 2002     | 214,9                             | 147,3       | 44,8        | 22,7        | 891,3                                    | 585         | 164         | 142         |
| 2003     | 216,0                             | 148,0       | 45,2        | 22,7        | 916,3                                    | 608         | 158         | 150         |
| 2004     | 216,6                             | 148,3       | 45,5        | 22,7        | 931,9                                    | 609         | 178         | 145         |
| 2005     | 219,2                             | 149,5       | 45,9        | 23,7        | 953,1                                    | 629         | 175         | 149         |
| 2006     | 221,4                             | 151,5       | 46,1        | 23,7        | 995,8                                    | 664         | 175         | 156         |
| 2007     | 224,0                             | 153,3       | 46,8        | 23,7        | 1015,3                                   | 676         | 179         | 158,3       |
| 2008     | 225,5                             | 155,1       | 47,1        | 23,3        | 1040,4                                   | 710         | 167         | 162,3       |
| 2009     | 226,1                             | 155,4       | 47,3        | 23,3        | 992,1                                    | 652         | 176         | 163,3       |
| 2010 (4) | 230,0                             | 158,1       | 47,4        | 24,3        | 1038                                     | 699         | 168         | 170,1       |
| 2011 (4) | 233,3                             | 161,4       | 47,5        | 24,3        | 1055                                     | 714         | 168         | 172,7       |
| 2012 (4) | 239,7                             | 165,8       | 48,5        | 25,3        | 1069                                     | 726         | 165         | 177,3       |
| 2013 (4) | 242,2                             | 167,1       | 49,7        | 25,3        | 1059                                     | 703         | 183         | 172,4       |
| 2014 (4) | 256,0                             | 179,4       | 50,8        | 25,3        | 1064                                     | 707         | 175         | 180,5       |
| 2015 (4) | 257,1                             | 179,1       | 51,0        | 26,3        | 1068                                     | 701         | 170         | 195         |
| 2016 (4) | 264,7                             | 185,8       | 51,0        | 27,2        | 1091                                     | 706         | 187         | 196,4       |
| 2017 (4) | 267,4                             | 187,7       | 51,2        | 28,0        | 1094                                     | 703         | 187         | 202,8       |
| 2018 (4) | 271,6                             | 190,2       | 51,3        | 29,1        | 1115                                     | 716         | 193         | 204,3       |
| 2019 (4) | 275,8                             | 191,9       | 51,8        | 30,3        | 1121                                     | 714         | 196         | 208,8       |
| 2020     | 246,3                             |             |             |             | 1085,4                                   | 555,5       | 207,4       | 215,7       |
| 2021     | 245,3                             |             |             |             | 1157,1                                   | 609,2       | 209,5       | 222,4       |
| 2022     | 246,6                             |             |             |             | 1167                                     | 737         | 200         | 223,4       |
| 2023     | 263,1                             |             |             |             | 1178                                     | 750         | 203         | 217,4       |
| 2024     | 263,717                           |             |             |             | 1181                                     |             |             |             |

## Структура установленной мощности электростанций и производства электроэнергии в России
Ниже приведены данные по структуре установленной мощности и производства электроэнергии в России в 2019 г., согласно Росстату.

### Теплоэнергетика
Теплоэнергетика — раздел энергетики, связанный с получением, использованием и преобразованием тепла в энергию различных видов.
На конец 2019 г. на долю тепловых электростанций (ТЭС) в России пришлось 69,6 % в структуре установленной мощности и 63,7 % в структуре производства электроэнергии.
В соответствии с приведёнными выше данными СО ЕЭС России в ЕЭС России в структуре установленной мощности ТЭС по технологиям 78,1 % составляют паросиловые турбины, 16 % — парогазовые, 5,2 % газовые и 0,8 % — прочие.

EES EAEC. Динамика установленной мощности-брутто тепловых электростанций России, 1970—2019 гг., млн. кВт

EES EAEC. Динамика производства электроэнергии-брутто тепловыми электростанциями России, 1970—2019 гг., млрд кВт·ч

Крупнейшие конденсационные электростанции (КЭС) и электростанции с комбинированной выработкой тепловой и электрической энергии (ТЭЦ) России (1000 МВт и выше) на конец 2019 г. приведены на карте Google Maps: EES EAEC: Крупнейшие электростанции России

### Ядерная энергетика
Ядерная энергетика — раздел энергетики, связанный с использованием ядерной энергии для производства тепла и электрической энергии.
Атомная энергетика как в мире, так и в России берет свое официальное начало с 1 января 1951 г. — начала строительства в Обнинске Калужской области России первой в мире атомной электростанции.

EES EAEC. Динамика установленной мощности-брутто атомных электростанций России (по данным Росстата), 1970—2019 гг., млн кВт

EES EAEC. Динамика производства электроэнергии-брутто на атомных электростанциях России (по данным Росстата), 1970—2019 гг., млрд кВт·ч

Установленная мощность-брутто действующих атомных электростанций на 1 января 2021 г. — 30 497 МВт, или 66,4 % от суммарной установленной мощности реакторов действующих АЭС, эксплуатируемых в границах бывшего СССР с учётом стран Балтии.
На конец 2019 г. на АЭС в России пришлось 11,0 % в структуре установленной мощности и 18,6 % в структуре производства электроэнергии. Динамика установленной мощности-брутто и производства электроэнергии-брутто атомных электростанций за период с 1970 по 2019 гг. приведена в соответствующих диаграммах.

### Гидроэнергетика

EES EAEC. Динамика установленной мощности-брутто ГЭС России, 1970—2019 гг. (по данным Росстата), млн. кВт

EES EAEC. Динамика производства электроэнергии-брутто ГЭС России, 1970—2019 гг. (по данным Росстата), млрд. кВт·ч

Гидроэнергетика — раздел энергетики, связанный с использованием механической энергии водных ресурсов для получения электрической энергии.
В соответствии с данными WEC 2010 Survey of Energy Resources, гидроэнергетический потенциал России (на конец 2008 г.):
- валовой теоретический гидроэнергопотенциал — 2295 ТВт∙ч/год;
- технически доступный гидроэнергопотенциал — 1670 ТВт∙ч/год;
- экономически доступный гидроэнергопотенциал — 852 ТВт∙ч/год.

На конец 2019 г. доля гидроэлектростанций в России в структуре установленной мощности электростанций — 18,8 %, в структуре производства электроэнергии — 17,5 %. Уровень использования общего технического гидроэнергопотенциала, рассчитанный исходя из производства электроэнергии-брутто на ГЭС за 2019 год, — 11,5 %.
Динамика установленной мощности-брутто и производства электроэнергии-брутто гидроэлектростанций за период с 1970 по 2019 гг. приведена в соответствующих диаграммах. В 2022 году мощность гидроэнергетики составляла 52 754 МВт.

## Другие важнейшие разделы и сектора энергетики

### Нефтегазовый сектор
В 90-е годы XX века основа топливной энергетики России — нефтегазовый сектор — активно приватизировался. В частные руки на различном основании были переведены наиболее выгодные активы сектора. К концу 1997 года государство сохранило за собой почти столько же компаний, сколько было и в частной собственности, но эти компании были не самыми крупными и качественными. С повышением цен на нефть государство попыталось переломить ситуацию. В 2003 году руководство страны предприняло действия по банкротству одной из крупнейших нефтяных компаний «ЮКОС» и распродаже её активов, которые в основном достались государственной компании «Роснефть». Далее государственной компанией (с лета 2005) «Газпром» был куплен менее крупный частный актив «Сибнефть». В итоге за 3 года с середины 2004 года по середину 2007 года государство увеличило своё присутствие в секторе с 16,41 % до 40,72 %. С 2013 года под контроль компании «Роснефть» перешли и активы ТНК-BP.
Основой топливной и в целом внутренней энергетики на 2010-е остаётся эксплуатация значительных газовых месторождений Западной Сибири (Уренгойское, Ямбургское, Заполярное, в перспективе Бованенковское). В 2005 году добыча газа составила около 590 млрд м³, внутреннее потребление составило 386 млрд м³ — более половины всего энергопотребления в стране. Запасы природного газа на 2005 год оцениваются в размере 47,82 трлн м³, экспорт достигает значений 187 млрд м³/год. Кроме важнейших внутренних газопроводов «Средняя Азия — Центр», «Северное Сияние» и «Кавказ — Центр» для обеспечения надёжности поставок используются хранилища газа, из которых крупнейшее в Европе Касимовское ПХГ имеет рабочий объём 8,5 млрд м³. Действует сеть из более чем 218 автомобильных газонаполнительных компрессорных станций.
Крупнейшая газодобывающая и газотранспортная компания — государственная акционерная компания «Газпром».
Второй по значению для внутренней энергетики подотраслью является нефтяная промышленность, обеспечившая на 2005 год внутреннее потребление в размере около 110 млн т нефти и газового конденсата, что составило около 20 % полного потребления энергоресурсов.

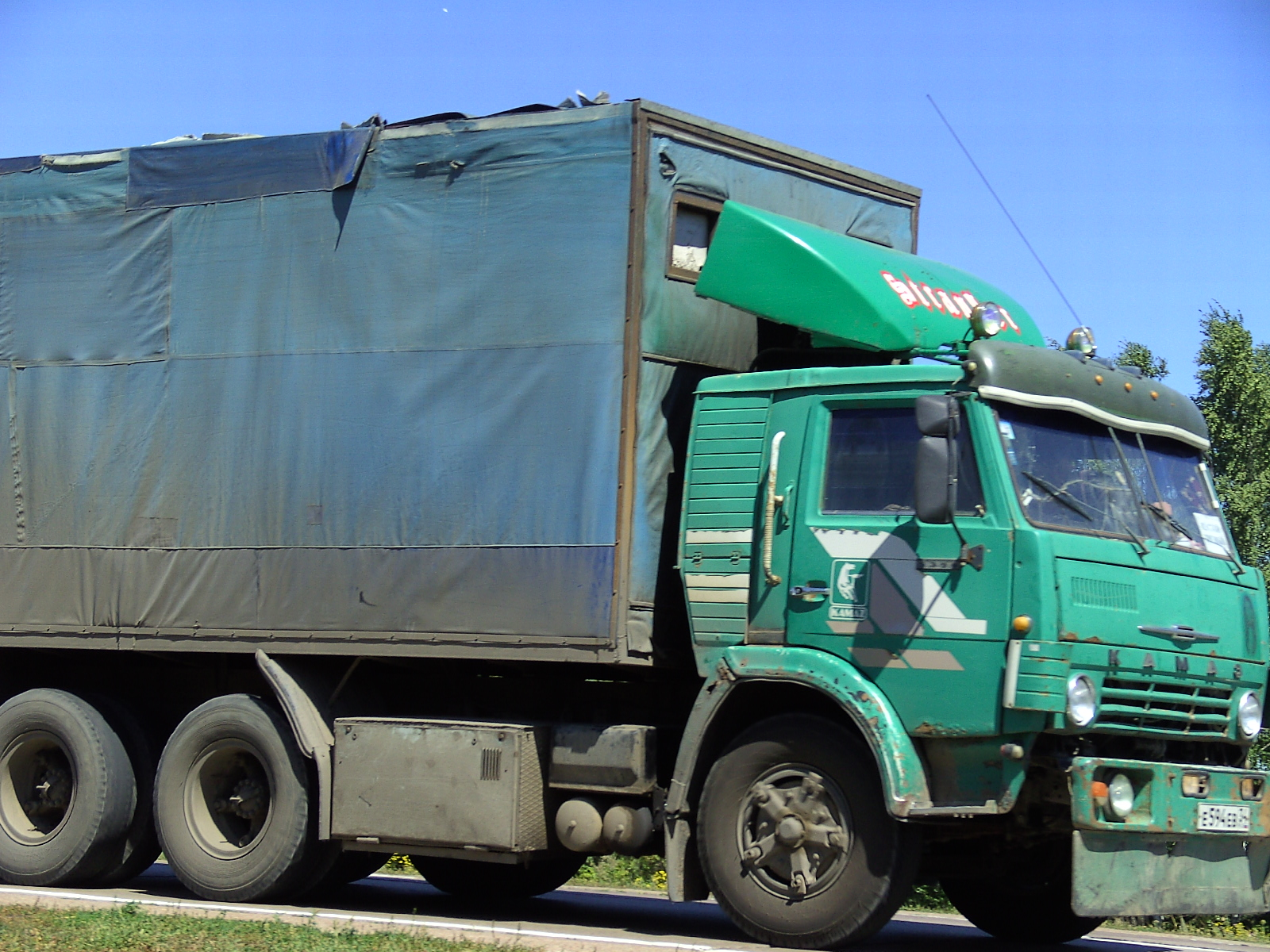
Автомобильный транспорт — один из крупнейших конечных потребителей энергии

Крупнейшие нефтяные месторождения — Самотлорское, Приобское, Русское, Ромашкинское. Запасы жидких углеводородов на 2007 год оцениваются в размере не менее 9,5 млрд т, экспорт достигает значений 330 млн т/год.
Крупнейшие нефтяные компании России: государственные — «Роснефть» и «Газпром нефть», частные — «Лукойл», «Сургутнефтегаз», «Татнефть». Основную долю (93 %) транспорта жидких углеводородов контролирует государственная компания «Транснефть», оперирующая магистральными нефтепроводами. Крупную сеть нефтепродуктопроводов контролирует также государственная компания «Транснефтепродукт», ранее отдельная, а с 16 апреля 2007 года входящая в состав «Транснефти».

#### Нефтеперерабатывающая промышленность
В стране действует 32 крупных нефтеперерабатывающих завода, общая их мощность составляет около 300 млн т, рабочая мощность на 2009 год — около 261 млн т.
На внутренний рынок в 2010 году было поставлено около 33 млн т дизельного топлива, 29 млн т бензина, 6,6 млн т мазута и 5 млн т керосина. Крупнейшие нефтеперерабатывающие заводы: Киришский НПЗ (рабочей мощностью 22 млн т), Омский НПЗ (19,5 млн т) и Нижегородский НПЗ (19 млн т).

#### Инновационные энергетические проекты России. Привлечение иностранных партнеров
Губернатор Санкт-Петербурга Александр Беглов по итогам совещания с председателем правления по вопросу создания центра технологий и разработок Энергетического технохаба «Санкт-Петербург» ПАО «Газпром нефть» Александром Дюковым, подписали соглашение по технологическому развитию совместных разработок.
Соглашение по реализации проекта было подписано в ноябре 2019 года между Санкт-Петербургом, «Газпром нефтью» и Агентством по технологическому развитию.
Проект Энерготехнохаба предусматривает создание цифрового центра по разработке новых решений в энергетическом секторе, в том числе в нефтегазовой промышленности. После регистрации на онлайн-платформе, компании получат доступ к бизнес-планам и в дальнейшем смогут предлагать свои разработки.
Главная цель создания хаба — привлечение на российский рынок зарубежных технологических компаний. Предприятиям и научным центрам технохаб позволит оперировать с крупными заказами в энергетике. В России в эту отрасль ежегодно инвестируется около 100 миллиардов рублей.
Интерес к проекту проявили более 20 компаний из различных стран. К созданию хаба подключились четыре петербургских вуза: «Санкт-Петербургский политехнический университет Петра Великого», «ИТМО», «Технологический институт и ГУАП». Планируется, что к 2030 году количество высокотехнологических компаний в Санкт-Петербурге увеличится в шесть раз.
С 1 октября 2020 года по инициативе компании «Газпром нефть» в России стартовала образовательная программа подготовки специалистов нефтегазовой отрасли по новым стандартам.

### Добыча угля и других горючих ископаемых

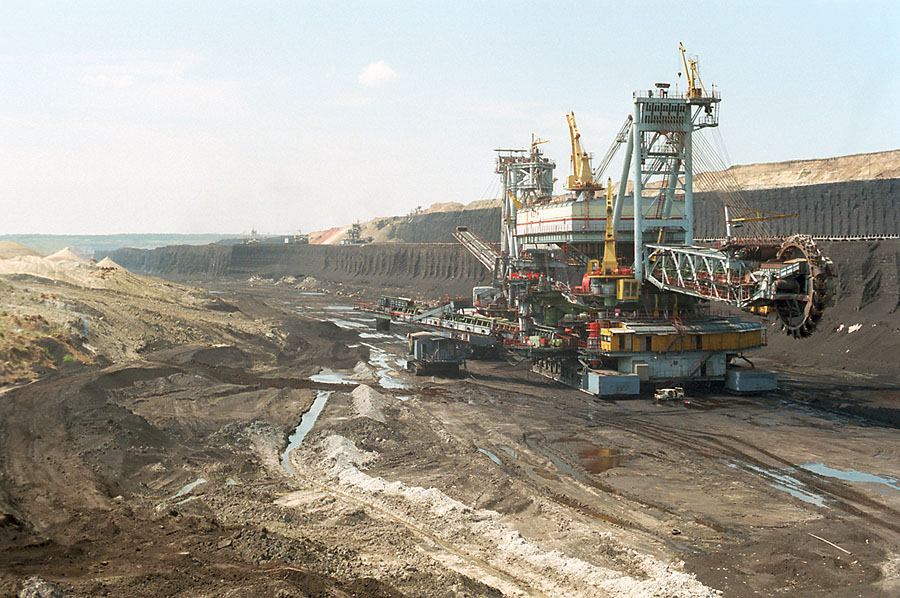
Карьерная добыча бурого угля на Назаровском разрезе Канско-Ачинского угольного бассейна

Несколько меньшую роль играет угольная промышленность, в 2005 году обеспечившая около 18 % потребности в топливе, поставив около 148 млн т топливного угля. Доказанные и разрабатываемые запасы угля в стране на 2006 год составляют около 157 млрд т, экспорт достигает 80 млн т/год. Крупнейшие разрабатываемые месторождения энергетического угля — месторождения Кузбасса и месторождения Канско-Ачинского угольного бассейна (Березовское, Бородинское, Назаровское).
Крупнейшие угледобывающие компании «СУЭК», «Кузбассразрезуголь», «Южкузбассуголь», «Южный Кузбасс».
Страна обладает значительными запасами горючих сланцев. Разведано около 35,47 млрд т, из них доказанных: в Ленинградской области — 3,6 млрд т, в Поволжье — 4,5 млрд т и республике Коми в Вычегодском бассейне — 2,8 млрд т. На Ленинградском и Кашпирском месторождениях имеются мощности, однако на 2007 год добыча практически не ведётся. Имеются крупные запасы природных битумов.
Перспективы топливной энергетики в России заключаются в использовании научных достижений для уменьшения потери топлива и сырья и вовлечения в эксплуатацию новых месторождений. Топливно-энергетическая промышленность оказывает значительное негативное влияние на окружающую среду: при добыче полезных ископаемых нарушается почвенный покров, целые природные ландшафты. При добыче и транспортировке нефти и газа происходит загрязнение атмосферы, почв и Мирового океана.

## Энергетика возобновляемых источников
Россия не является мировым лидером по использованию возобновляемых источников энергии: 19 % всей выработки электроэнергии составляют возобновляемые источники (преимущественно гидроэнергетика); для сравнения в Бразилии 85 %. В 2022 году мощность возобновляемой энергетики составляла 56 880 МВт.

### Биоэнергетика

Дрова и сейчас являются основным источником энергии для российского села, особенно лесной зоны

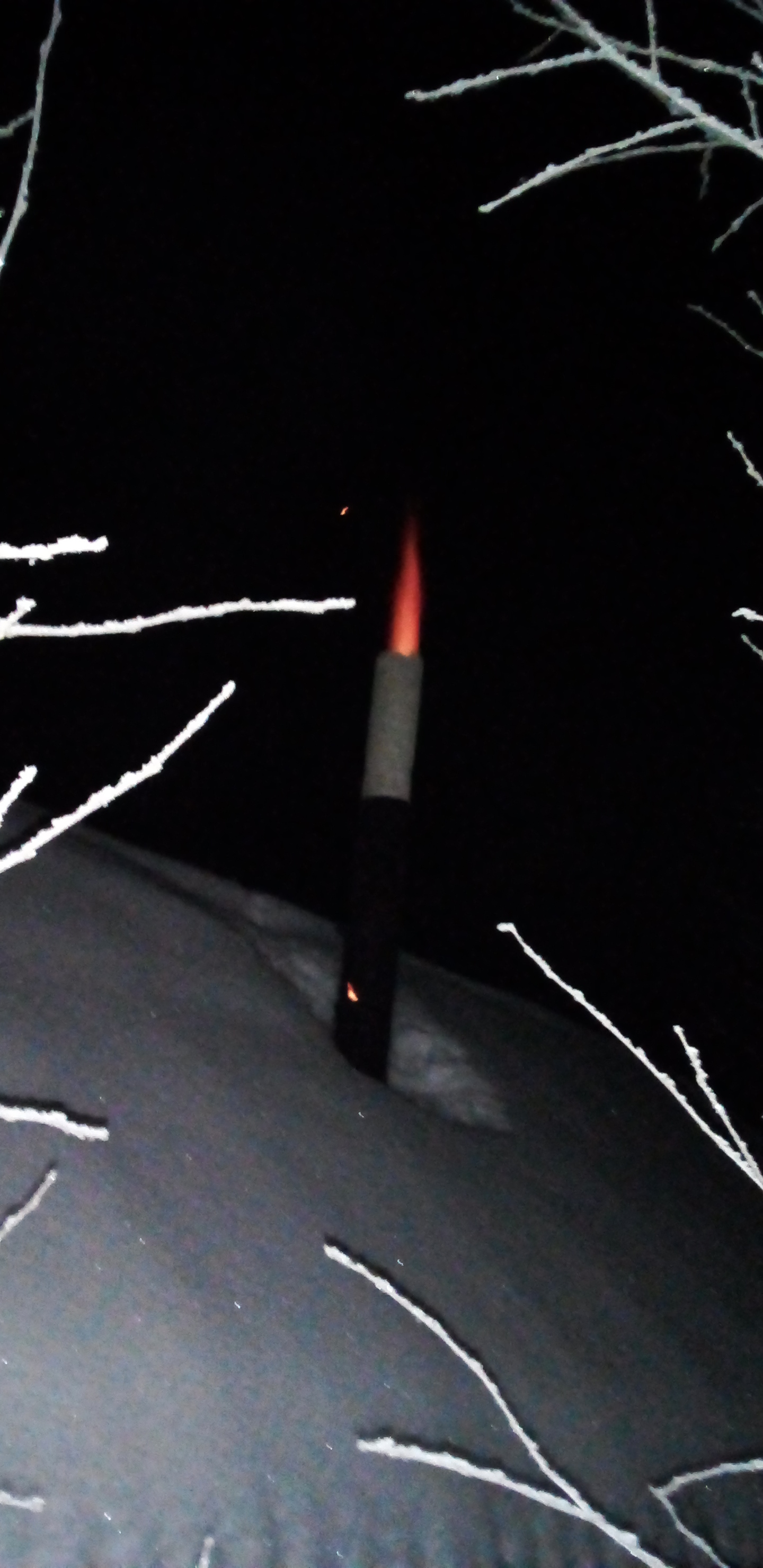
Топка русской бани дровами

Биоэнергетика составляет лишь небольшую часть используемых энергетических ресурсов России. В 2022 году мощность биоэнергетики составляла 1 373 МВт.

#### Древесина
Из возобновляемых ресурсов наиболее широкое применение имеет энергетическое использование древесины в виде дров. Это прежде всего отопление домов, приготовление пищи и подогрев воды в слаборазвитых сельскохозяйственных районах, где нет доступа к магистральному природному газу, относительно дорога доставка угля и имеются значительные лесные запасы.
Наиболее высокая продуктивность, где возможно эффективное выращивание энергетических лесов, отмечается на Северном Кавказе, в Алтайском крае и центре Европейской части.
Одним из перспективных направлений развития использования древесины можно считать технологии гидролиза.

#### Торф

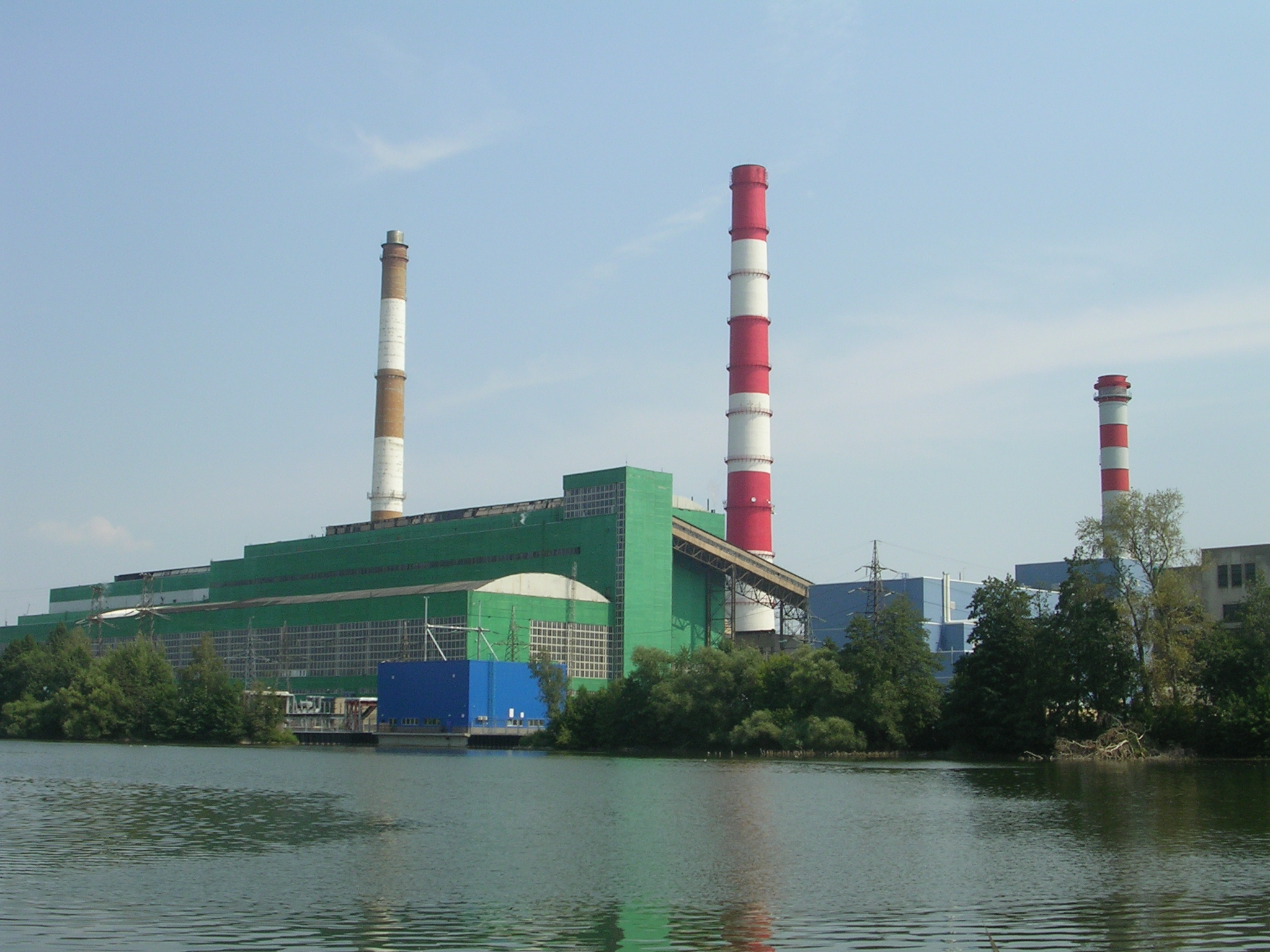
Шатурская ГРЭС — крупнейшая в мире электростанция, способная работать на торфе

До 1990-х годов ощутимую роль в топливной энергетике занимала торфяная промышленность, годовая добыча которой в середине 1970-х достигала 90 млн тонн. преимущественно топливного сырья, на середину 2000-х добыча торфа не превышает 5 млн тонн в год. Разведанные запасы торфа свыше 150 млрд т. (40 % влажности), ежегодно образуется до 1 млрд м³ торфа, основные запасы сконцентрированы в Западной Сибири и на северо-западе Европейской части. Ресурсы торфяных месторождений несколько более концентрированы, однако при этом зачастую ещё более труднодоступны, чем лесные.
Некоторое количество торфа сжигается на электростанциях: Шатурская ГРЭС в 2005 году использовала 0,67 млн т., ТГК-5 в 2006 году применила 0,57 млн т.

#### Биогаз
В Белгородской области работает две биогазовых электростанции — самая мощная в России станция Лучки (установленная мощность 3,6 МВт, годовая выработка — 29 млн кВт*ч электроэнергии и 27 тыс. ГКал тепла) и станция Байцуры (мощность 0,5 МВт, годовая выработка 7,4 млн кВт*ч электроэнергии и 3,2 тыс. Гкал тепла). Они представляют собой газопоршневые электростанции, работающие на биогазе, получаемом из отходов сельского хозяйства. Кроме энергии и тепла, станции производит в год соответственно 90 тыс. и 19 тыс. тонн органических удобрений.

### Геотермальная энергетика

Мутновская ГеоЭС

Все российские геотермальные электростанции расположены на территории Камчатки и Курил. Крупнейшей геотермальной станцией в стране является Мутновская ГеоЭС на Камчатке. Её проектная мощность составляет 80 МВт, установленная — 50 МВт.
Коммерчески целесообразным является размещение геотермальных установок в Западной Сибири, на Северном Кавказе, Камчатке и Курильских островах; суммарный электропотенциал пароводных терм только Камчатки оценивается в 1 ГВт рабочей электрической мощности.
На 2006 г. в России разведано 56 месторождений термальных вод с дебитом, превышающим 300 тыс. м³/сутки.
На 20 месторождениях ведётся промышленная эксплуатация, среди них: Паратунское (Камчатка), Казьминское и Черкесское (Карачаево-Черкесия и Ставропольский край), Кизлярское и Махачкалинское (Дагестан), Мостовское и Вознесенское (Краснодарский край). По имеющимся данным, в Западной Сибири имеется подземное море площадью 3 млн м² с температурой воды 70—90 °C.
На конец 2005 года установленная мощность по прямому использованию тепла составляет свыше 307 МВт. Российский геотермальный потенциал реализован в размере чуть более 80 МВт установленной мощности (2009) и около 450 млн кВт·ч годовой выработки (2009).
На 2022 год мощность геотермальной энергетики составляла 74 МВт.

### Ветроэнергетика
Технический потенциал ветровой энергии России оценивается в размере свыше 50 трлн кВт·ч/год. Экономический потенциал составляет примерно 260 млрд кВт·ч/год, то есть около 30 % производства электроэнергии всеми электростанциями России. К перспективным зонам для строительства в России ветрогенераторов относятся побережья морей, острова Северного Ледовитого океана.
Развитию масштабной ветроэнергетики в стране препятствует относительная доступность природного газа, снижающая интерес к ветрогенерации. Однако в таких отдалённых районах, не имеющих газоснабжения и выхода в энергосистему, как, например, Колыма или отдельные районы Камчатки, где действует маневренная гидроэнергетика, ветроэлектростанции могут успешно дополнять имеющуюся систему.
Установленная мощность действующих ветряных электростанций в стране составляет (на 2018 год) около 134 МВт; суммарная выработка не превышает 200 млн кВт·ч/год.
Наибольшей мощностью обладают (на 2020 год): Адыгейская ВЭС (150 МВт), Ульяновская ВЭС (35 МВт, Ульяновская область).
Крупнейшие действующие ветропарки расположены в Крыму (см. Альтернативная энергетика Крыма), Ульяновской области (Ульяновская ВЭС), Камчатском крае, Чукотском автономном округе (Анадырская ВЭС), Башкирии (ВЭС Тюпкильды).
В 2022 году мощность ветроэнергетики составляла 2 218 МВт.

### Солнечная энергетика
Крупнейшая солнечная электростанция России, по состоянию на 2021 год, эксплуатируется в Республике Калмыкия, это Аршанская СЭС с установленной мощностью 115,6 МВт, вторая СЭС «Перово» с установленной мощностью 105,6 МВт, третья Старомарьевская СЭС с установленной мощностью 100МВт. Мощность более 50 МВт имеют также Самарская СЭС (Самарская область) — 75 МВт, СЭС «Николаевка» (Крым) — 69,7 МВт, Ахтубинская СЭС (Астраханская область) — 60 МВт, Фунтовская СЭС (Астраханская область) — 60 МВт.
Крупнейшие солнечные электростанции расположены в Башкирии (Бурибаевская, Бугульчанская, Исянгуловская СЭС), Оренбургской области, Республике Алтай.
В 2022 году мощность солнечной энергетики составляла 1 816 МВт.